# يوكا إيغوتشي
يوكا إيغوتشي (井口裕香 إيغوتشي يوكا) هي مؤدية أصوات يابانية ولدت في 11 يوليو 1988 في طوكيو.

## أدوارها في الأنمي

### مسلسلات أنمي تلفزيونية
- إندكس معينة خاصة بالسحر - إندكس
- إندكس معينة خاصة بالسحر II - إندكس
- إندكس معينة خاصة بالسحر III - إندكس
- رايلغان معينة خاصة بالعلم - إندكس
- رايلغان معينة خاصة بالعلم S - كانامين
- باكيمونوغاتاري - تسوكيهي أراراغي
- نيسيمونوغاتاري - تسوكيهي أراراغي
- نيكومونوغاتاري (كورو) - تسوكيهي أراراغي
- سلسلة مونوغاتاري الموسم الثاني - تسوكيهي أراراغي
- فايري تايل - شيري بليندي، شيليا بليندي
- أوكامي-سان و رفاقها السبعة - غريتل
- فراكتال - إنري
- سيكيري Pure Engagement - أوريها
- NEEDLESS - هونوكا
- شاكوغان نو شانا II - أوغيوارا
- خادم الصفر: رقصة الأميرات - إيروكوكو
- ميري آكلة الأحلام - إيتشيما
- الدموع الحقيقية - آيكو أندو
- فتاة الأمواج و فتى الشباب - ياشيرو هوشيميا
- ديفل سرفايفر 2 ذي أنيميشن - أوتومي ياناغيا
- كامينوميزو شيرو سيكاي فصل الحارسات - تسوكيو كوجو، فولكانوس
- ميداكا بوكس - ساساي موتشيبارو
- بلاسريتر - إيما
- الخيانة تعرف إسمي - كاناتا واكاميا (أيام الطفولة)
- آيدولماستر زينوغلوسيا - هاروكا أمامي
- هل من الخطأ أن أسعى وراء الفتيات في المتاهات؟ - هيتاتشي تشيغوسا
- سرالفة النهاية - ميتسوبا سانغو
- سرالفة النهاية: معركة ناغويا - ميتسوبا سانغو
- كانكولي - كاغا، توني, تشيكوما، تينريو, تاتسوتا، ناغارا, إيسوزو، ناتوري
- سنكي زيشو سيمفوجير - ميكو كوهيناتا
- سنكي زيشّو سيمفوجير G - ميكو كوهيناتا
- سنكي زيشّو سيمفوجير GX - ميكو كوهيناتا
- لوستوريج إنسايتد ويكروس - تشيناتسو موريكاوا
- لوستوريج إنفليتد ويكروس - تشيناتسو موريكاوا
- مكان أبعد من الكون - هيناتا مياكي
- نو غيم نو لايف - كلامي زيل
- كاكيغوروي - نانامي تسوبومي
- قاتل الغوبلن - مربية البقر
- ري:بداية الحياة في عالم آخر من نقطة الصفر - كروش كارستين

### أفلام أنمي
- سلسلة أفلام حدود الفراغ
  - حدود الفراغ: الفصل السادس «تسجيل النسيان» - شيزوني سيو
- فيلم بوكيمون: جينيسيكت و نهوض الأسطورة - تانر
- نو غيم نو لايف زيرو - نونا زيل
- فيلم كانكولي - كاغا، توني, تشيكوما، تينريو, تاتسوتا

## أدوارها في ألعاب الفيديو
- باكيمونوغاتاري بورتبل - تسوكيهي أراراغي
- ميجا مان 11 - رول

## وصلات خارجية
- يوكا إيغوتشي على موقع IMDb (الإنجليزية)
- يوكا إيغوتشي على موقع ميوزك برينز (الإنجليزية)
- يوكا إيغوتشي على موقع أول ميوزيك (الإنجليزية)
- يوكا إيغوتشي على موقع ديسكوغز (الإنجليزية)
- يوكا إيغوتشي على موقع قاعدة بيانات الفيلم (الإنجليزية)
- يوكا إيغوتشي على موقع ANN person (الإنجليزية)